# 飛山城

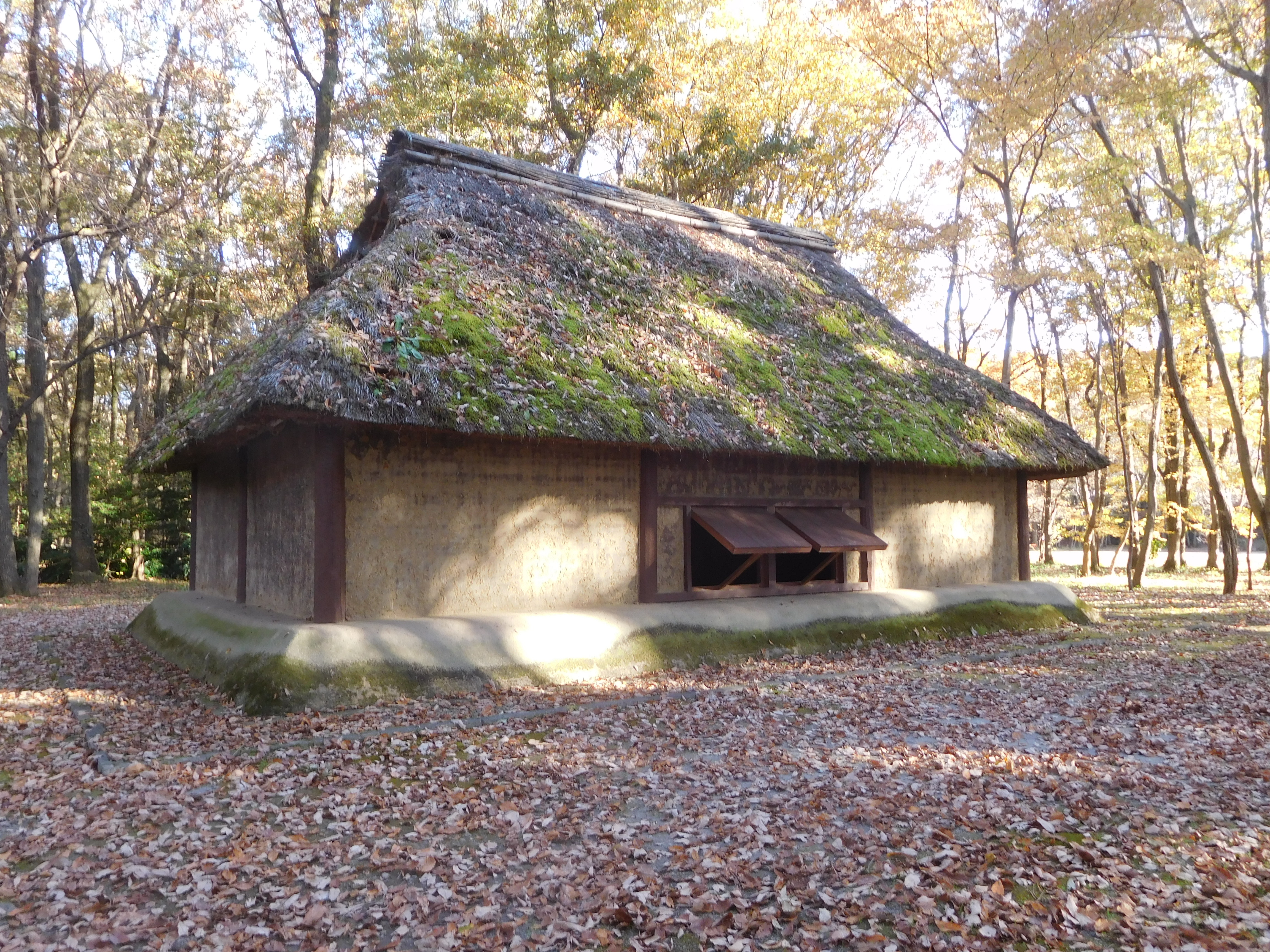
復元された古代（9世紀）の竪穴建物（墨書土器出土遺構）。

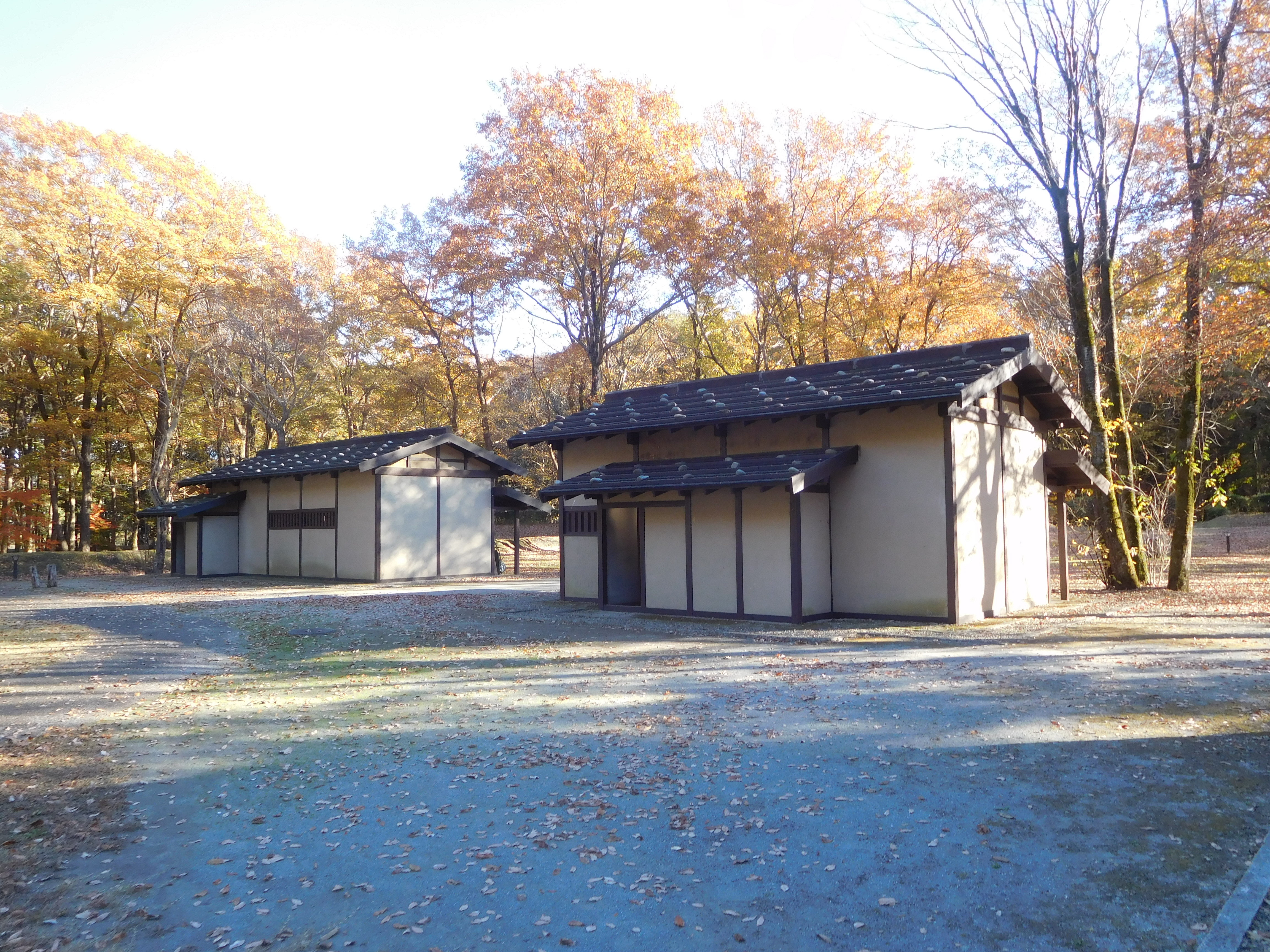
復元された中世の掘立柱建物。

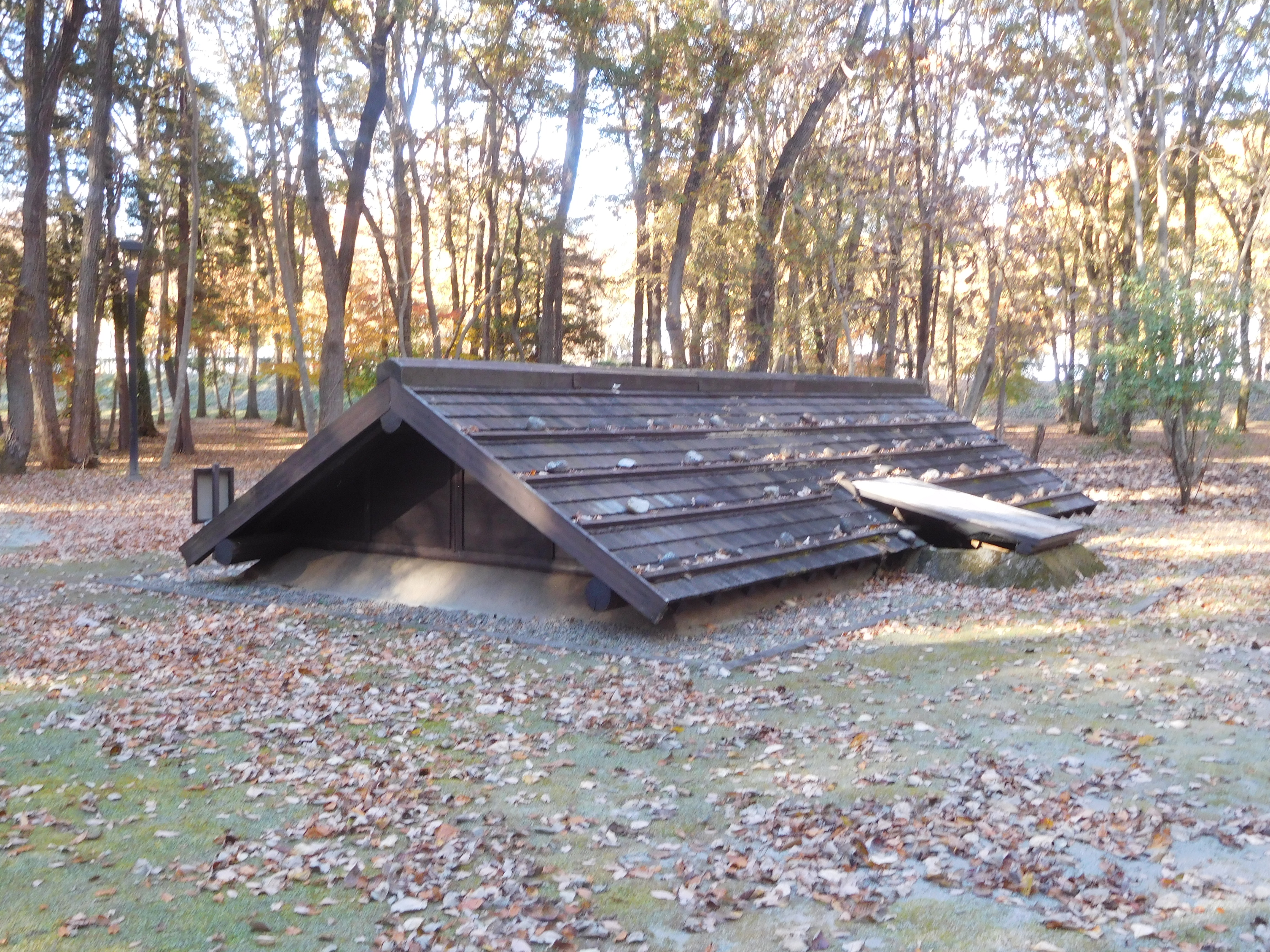
復元された中世の竪穴建物。

飛山城（とびやまじょう）は、栃木県宇都宮市竹下町にあった中世（13世紀末から16世紀）の日本の城。宇都宮氏の家臣・芳賀氏の居城。城郭の遺構直下に平安時代前期（9世紀）の遺構を包含する複合遺跡でもある。国の史跡に指定されている。

## 概要
飛山城は鎌倉時代後期にあたる永仁年間（1293年-1298年）に宇都宮景綱の家臣・芳賀高俊によって築かれたといわれている。
芳賀氏は、益子氏とともに紀清両党と呼ばれる宇都宮氏の有力な武士団であった。飛山城に居する間は清原氏を名乗ったと言われており、この清原姓が後の現宇都宮市東部の地名『清原』となったと考えられているが、不詳である。上野国・越後国の守護代に任じられるなど隆盛したが、南北朝期には戦乱に巻き込まれ、南朝に攻め込まれ落城したこともあった。
戦国時代になると芳賀氏も関東平野の覇権争いに例外なく巻き込まれた。弘治3年（1557年）には宇都宮氏や芳賀氏を支援した常陸国の佐竹義昭による宇都宮城奪回作戦（その時期の宇都宮城は壬生城主・壬生綱雄が占領していた）の最前線基地となっている。
天正18年（1590年）、関東の後北条氏を滅亡させた豊臣秀吉は、宇都宮城に入城し、関東の支配体制を決定する宇都宮仕置を行う。そこで秀吉は宇都宮氏18万5千石の所領安堵を裁決した一方で、「佐竹・宇都宮ならびに家来のものども、多賀谷・水谷」に対して「いらざる城は破却せよ」との命令を発している。そのため、飛山城も「城破り」の対象として破却され廃城となった。

## 城郭構造
飛山城は、鬼怒川東岸の段丘面を利用して造られた東西240メートル、南北420メートルの長方形の縄張りに築造された平山城である。現在残されている遺構は約14ヘクタールと広大な領域に広がり、北側と西側を鬼怒川およびその支流に沿った断崖（比高差25メートル）、東側と南側を2重の土塁と空堀で囲う、堅固な造りとなっている。内側の空堀は、幅15メートル×深さ4メートルもある大掛かりな遺構を保持している。
城は7つの曲輪により構成される。北西部に主郭となる曲輪があり、空堀によって5つの曲輪に分けられている。その南側には1つの曲輪が設けられ、さらにこれらの曲輪の東側と南側を取り囲むように細長い曲輪が設けられ、その外堀沿いには5つの櫓台が置かれていた。各曲輪とも土塁と堀で囲まれており、最北の小さな曲輪に城主の居館があったと考えられている。

## 国の史跡と発掘調査
城跡は、1977年（昭和52年）3月8日付けで国の史跡に指定され、歴史公園として整備されることになった。
史跡整備に先立つ発掘調査によって、堀幅が15メートルから17メートルであったこと、城の東側と南側では深さ8メートルの2重堀により守られていたこと、西側と北側は鬼怒川に守られていたことが明らかになった。また、7つある曲輪の調査では、掘立柱建物跡のほか、兵士の詰め所や貯蔵庫とみられる中世の竪穴建物、門跡などの遺構が検出された。中世の遺物では、常滑焼や瀬戸焼などの陶磁器類や、小札や轡などの鉄製品が出土した。
また城郭の遺構面より下層からは、築城前の時代である平安時代初め（9世紀）の集落の遺構面が検出され、12棟の竪穴建物（竪穴住居とも）跡などが検出された。特に建物群中央に位置する壁立式の竪穴建物からは、「烽家」と書かれた墨書土器が出土し、東日本にも烽火（狼煙）台に関する施設があったことを示す発見もなされた。

## 飛山城史跡公園

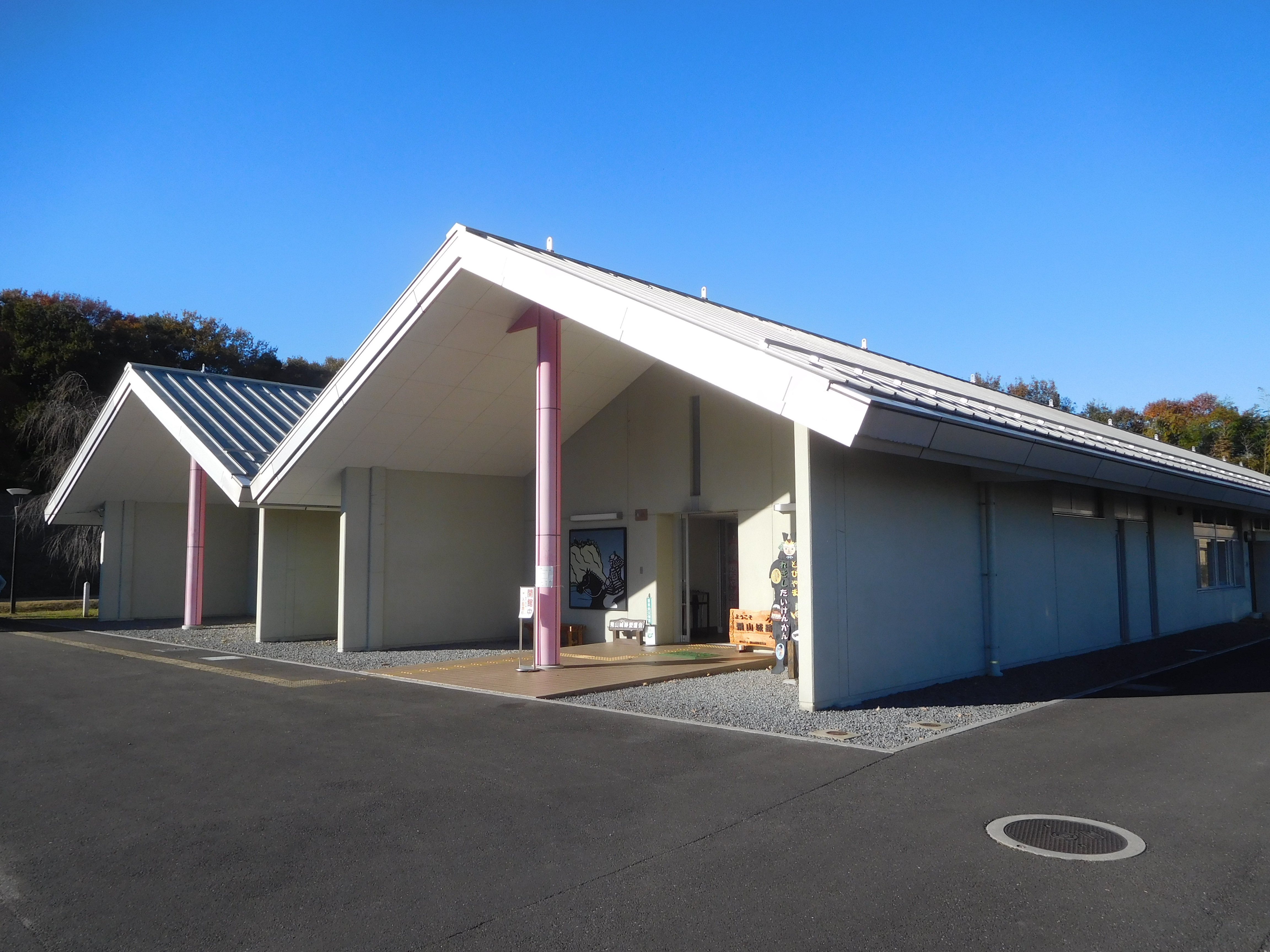
とびやま歴史体験館。

2000年（平成12年）から宇都宮市による史跡公園としての整備が行われ、2005年（平成17年）3月に「飛山城史跡公園」として開園した。公園内には、土塁や空堀、木橋、兵士の詰所と思われる掘立柱建物などが復元されている。また、公園に隣接して「とびやま歴史体験館」が開設され、城や城主の芳賀氏に関する史料などが展示されているほか、戦国時代の衣装の着用体験、勾玉・土器などの作成体験、昔の遊び（小将棋など）の体験ができる。

## 交通アクセス
- 宇都宮駅東口停留場より宇都宮芳賀ライトレール線（芳賀・宇都宮LRT）に乗車して約20分、飛山城跡停留場で下車してそこから徒歩15分。